# Helmut Hilpert
Helmut Hilpert (20. september 1937 - 5. juni 1997) var en tysk fodboldspiller (forsvarer).
Hilpert spillede ni år hos FC Nürnberg. Her var han med til at vinde to tyske mesterskaber og en pokaltitel. Han sluttede karrieren med en sæson hos Waldhof Mannheim.

## Titler
Bundesligaen
- 1961 og 1968 med FC Nürnberg

DFB-Pokal
- 1962 med FC Nürnberg